# Roberto Leal
Roberto Leal, właśc. António Joaquim Fernandes (ur. 27 listopada 1951 w Macedo de Cavaleiros, zm. 15 września 2019 w São Paulo) – portugalski piosenkarz.

## Życiorys
Urodził się w gminie Macedo de Cavaleiros, w dystrykcie Braganza, w północno-wschodniej Portugalii. Sprzedał ponad 17 milionów albumów i otrzymał 30 złotych płyt i 5 płyt platynowych.
W 1962 roku jego rodzina przeprowadziła się do Brazylii. Roberto Leal napisał i wyprodukował większość swoich piosenek. Leal miał dynamiczny zakres głosu i był świetnym tancerzem. W sondażu opinii przeprowadzonym przez Datafolha w Rio de Janeiro, na pytanie, jaka jest pierwsza znana osoba portugalska ludzie wymieniali najczęściej Roberto Leala, który uzyskał wynik 15% wyprzedzając Pedro Álvaresa Cabrala  9% i Luísa de Camõesa 4%. Niektóre z najbardziej znanych piosenek Leala to: Bate o Pé, Clareou, O Vinho de Meu Amor i Marrabenta. W 2007 i 2010 roku wydał albumy zarówno w języku portugalskim, jak i mirandyjskim.
Zmarł na raka 15 września 2019 roku w wieku 67 lat.
Jego syn Rodrigo Leal jest także muzykiem.